# Kolozsvári Egyetemi Atlétikai Club
A Kolozsvári Egyetemi Atlétikai Club 1902-ben alakult kolozsvári sportegyesület.

## Története
Az 1872-ben alapított kolozsvári egyetemen az első tíz évben a diákoknak nem volt lehetőségük a rendszeres sportolásra. 1884-től az egyetemisták a Kolozsvári Atlétikai Clubba léptek be. 1896-ban az egyetem versenyvizsgát írt ki tornatanári és vívómesteri állásra, amelyet Vermes Lajos nyert meg. Az egyetem 1902-ben elkészült új épületében helyet kapott egy korszerű tornaterem is. Vermes javaslatára 1902-ben a Budapesti Egyetemi Atlétikai Club (BEAC) mintájára megalakult az egyetemi sportklub Kolozsvári Egyetemi Atlétikai Club néven, melynek első elnöke gróf Török Sándor lett. Miután Vermesnek csalások miatt távoznia kellett, munkáját 1904-től Gerentsér László folytatta. A klub nemzetközileg is ismertté vált Somodi István magasugrásban szerzett olimpiai ezüstérmének köszönhetően. Az egyesület labdarúgó csapata 1911-ben alakult. Az egyesület anyagilag jó helyzetben volt, mivel 2000 korona állami támogatásban részesült, így számos labdarúgót átvett a többi helyi klubtól.
Hivatalos kiadványa az Erdélyi Sportlap volt, amelyet Sárpy István szerkesztett.
Az első világháború előtt az egyesület tagjai a következő sportágakban versenyeztek: atlétika, korcsolya, labdarúgás, vívás, vízilabda.4
1919. június 23-án a katonai hatóságok betiltották a sportolást, ezt követően a sportegyesületek csak 1920. július végétől működhettek. Az egyetem Szegedre költözésével a kolozsvári egyetemi sportklub megszűnt; a sportolók a város más egyesületeiben folytatták pályafutásukat. A szegedi egyetemi sportegyesület a rövidítés megőrzése érdekében a Kitartás Egyetemi Atlétikai Club nevet vette fel.
A második bécsi döntés után az egyetem visszatért Kolozsvárra, és az egyetemi sportklub is újjáalakult; az alakuló közgyűlést 1940. november 30-án tartották. Székhelye az Egyetemi Mátyás Király Diákházban volt.
Sportágak 1940 után: atlétika, céllövészet, jégkorong, korcsolya, kosárlabda, labdarúgás, ökölvívás, sízés, tenisz, torna, vívás.
1945. április 8-án az egyesület még KEAC néven hirdette meg közgyűlését, 1946-ban már a Bolyai Tudományegyetem sportegyesületeként tartotta (újjá)alakuló közgyűlését.

## Híres sportolói
- Somodi István a KEAC színeiben szerzett olimpiai ezüstérmet magasugrásban.[5]
- Pósta Sándor olimpiai bajnok vívó a KEAC-ban kezdte pályafutását.[5]
- Szegedy Géza magyar bajnok magasugró a KEAC-ban kezdte pályafutását.[5]